# Chrysolampus brevicornis
Chrysolampus brevicornis is een vliesvleugelig insect uit de familie Perilampidae. De wetenschappelijke naam is voor het eerst geldig gepubliceerd in 1841 door Förster.